# Szlaki turystyczne Kruszwicy i okolic

## Szlaki piesze
- Szlak im. Jana Kasprowicza (17 km)

Inowrocław - Szymborze - Sikorowo - Łojewo - Szarlej - Kruszwica
- Szlak im. Nadgoplańskiego Parku Tysiąclecia (23 km)

Kruszwica - Rzepowo - Giżewo - Kościeszki - Ostrówek - Złotowo - Ostrowo - Kruszwica
- Szlak im. Goplan (6 km)

Kruszwica - Kobylniki - Rożniaty
- Szlak Kultury Dziedzictwa Narodowego

Kruszwica - Strzelno